# Бонфинополис
Бонфинополис (порт. Bonfinópolis) — муниципалитет в Бразилии, входит в штат Гояс. Составная часть мезорегиона Центр штата Гойас. Входит в экономико-статистический микрорегион Гояния. Население составляет 6853 человека на 2006 год. Занимает площадь 122,257 км². Плотность населения — 56,1 чел./км².

## История
Город основан в 1989 году.

## Статистика
- Валовой внутренний продукт на 2003 год составляет 18 255 273,00 реалов (данные: Бразильский институт географии и статистики).
- Валовой внутренний продукт на душу населения на 2003 год составляет 2961,12 реал (данные: Бразильский институт географии и статистики).
- Индекс развития человеческого потенциала на 2000 год составляет 0,723 (данные: Программа развития ООН).

## География
Климат местности: тропический.